# Numa François Gillet

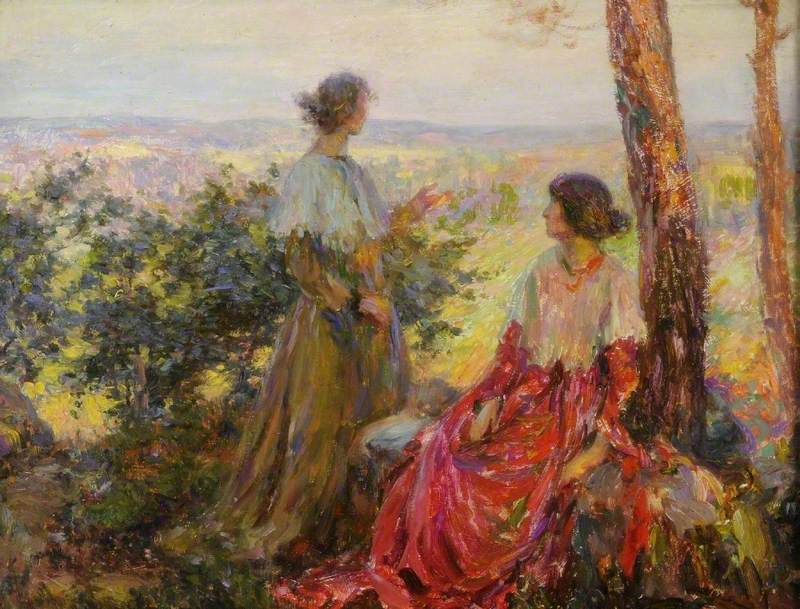
Soleil d'été, huile sur toile. Musée de Sheffield

Numa François Gillet, né le 30 septembre 1868 à Bordeaux et mort le 21 juin 1940 à Montigny-sur-Loing, est un peintre, architecte, céramiste et archéologue français, membre du Salon des Artistes Français où il expose hors concours. Il travaille souvent avec son ami Armand Point.
Il est également fait Chevalier de la Légion d'honneur.[réf. nécessaire]
En 1895 ou 1896, il acquiert la grande propriété des Ayeules à Montigny-sur-Loing ; il y demeure encore en 1906.

## Œuvres dans les collections publiques
Nemours, Château-Musée :
- Jeune fille au bord de la rivière, huile sur toile, 42 x 52 cm. 2014.0.131.
- Deux jeunes femmes au bord de la mer en Bretagne, huile sur carton, 32 x 40 cm. 2014.0.150.Jeune fille au bord de la rivière, huile sur toile, 42 x 52 cm. Nemours, Château-Musée, 2014.0.131

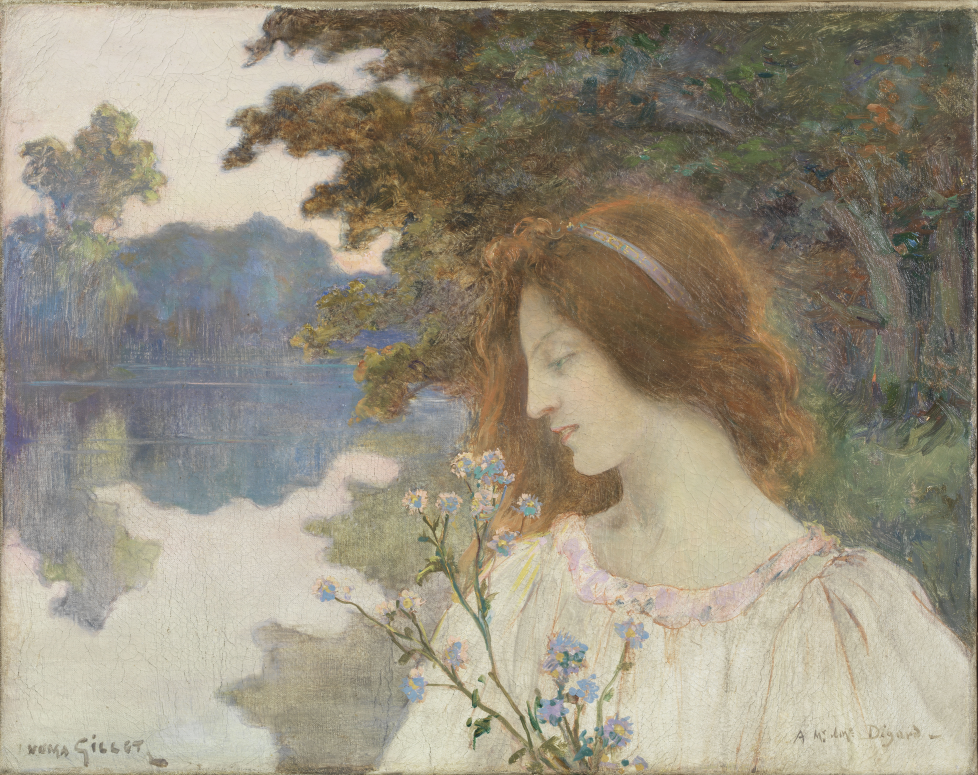
Jeune fille au bord de la rivière, huile sur toile, 42 x 52 cm. Nemours, Château-Musée, 2014.0.131

## Références

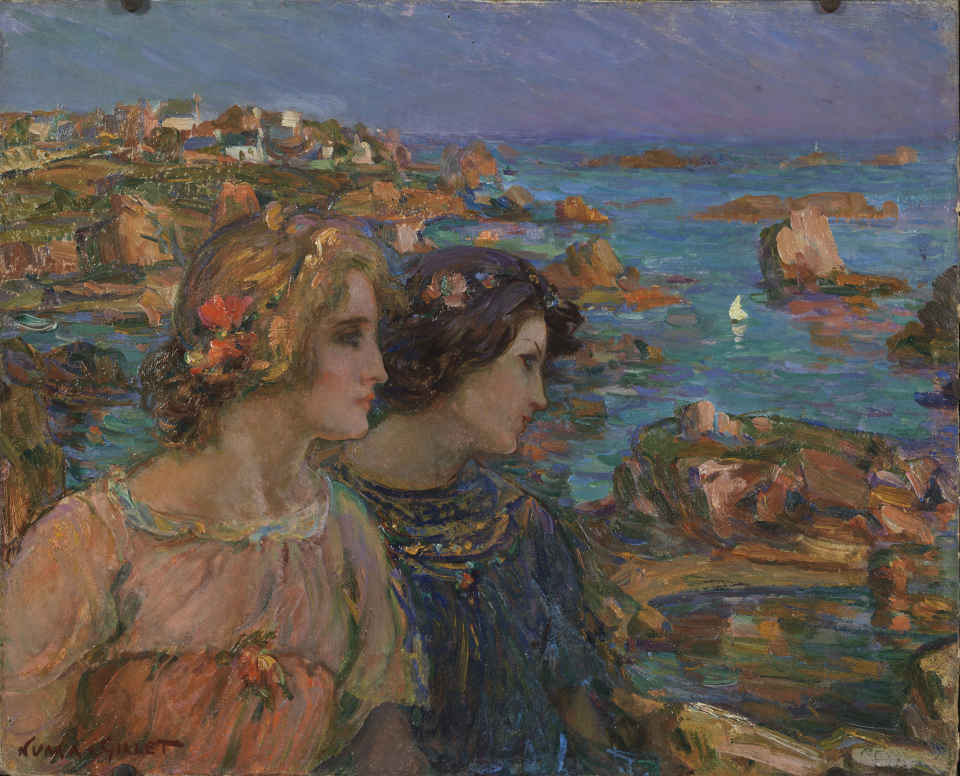
Deux jeunes femmes au bord de la mer en Bretagne, huile sur carton, 32 x 40 cm. Nemours, Château-Musée, 2014.0.150